# Liste der Kulturdenkmäler in Feilbingert
In der Liste der Kulturdenkmäler in Feilbingert sind alle Kulturdenkmäler der rheinland-pfälzischen Ortsgemeinde Feilbingert aufgeführt. Grundlage ist die Denkmalliste des Landes Rheinland-Pfalz (Stand: 2. August 2023).

## Einzeldenkmäler
| Bezeichnung                          | Lage                                                                    | Baujahr                                                | Beschreibung | Bild                           |
| ------------------------------------ | ----------------------------------------------------------------------- | ------------------------------------------------------ | --- | ------------------------------ |
| Hofanlage                            | Bingert, Ebernburger Straße 14 Lage                                     | 1836                                                   | Streckhof; klassizistischer Krüppelwalmdachbau, bezeichnet 1836, Ökonomietrakt, teilweise Fachwerk                                             | Fotos hochladen                |
| Katholische Pfarrkirche St. Michael  | Bingert, Ebernburger Straße, neben Nr. 17 Lage                          | 1868                                                   | neugotischer Saalbau, bezeichnet 1868; im Kirchhof Missionskreuz, bezeichnet 1897 und 1920; barocker Bildstock, 18. Jahrhundert                | weitere Bilder Fotos hochladen |
| Katholisches Pfarrhaus               | Bingert, Ebernburger Straße 17/19 Lage                                  | drittes Viertel des 19. Jahrhunderts                   | zweiteiliger spätklassizistischer Putzbau, drittes Viertel des 19. Jahrhunderts                                                                | BW                             |
| Wohnhaus                             | Bingert, Kolpingstraße 1 Lage                                           | zweite Hälfte des 18. Jahrhunderts                     | Fachwerk-Wohnhaus, spätbarocker Krüppelwalmdachbau, teilweise Fachwerk, wohl aus der zweiten Hälfte des 18. Jahrhunderts                       | Fotos hochladen                |
| Wohnhaus                             | Bingert, Lembergstraße 16 Lage                                          | Mitte des 18. Jahrhunderts                             | barockes Fachwerkhaus, teilweise massiv, Mitte des 18. Jahrhunderts, Haustür bezeichnet 1882                                                   | BW                             |
| Wohnhaus                             | Bingert, Lembergstraße 30 Lage                                          | um 1820/30                                             | eingeschossiges Wohnhaus, um 1820/30 | BW                             |
| Lemberghaus                          | Bingert, südöstlich von Oberhausen an der Nahe am Fuß des Lembergs Lage | 1925                                                   | ehemaliges Verwaltungsgebäude der Kirner Hartsteinwerke, zehnachsiger Bruchsteinbau, 1925; zugehörig achteckiges Brunnenhaus mit Pyramidendach | BW                             |
| Kriegerdenkmal                       | Feil, Martin-Luther-Straße, am Friedhof Lage                            | 1920er Jahre                                           | Kriegerdenkmal 1914/18 und 1939/45, 1920er Jahre, nach 1945 neu geordnet und erweitert, vier reliefierte Stelen, Sarkophag                     | Fotos hochladen                |
| Wohnhaus                             | Feil, Martin-Luther-Straße 5 Lage                                       | zweite Hälfte des 18. Jahrhunderts                     | ehemaliges protestantisches Pfarrhaus; spätbarocker Krüppelwalmdachbau, zweite Hälfte des 18. Jahrhunderts                                     | BW                             |
| Wohnhaus                             | Feil, Martin-Luther-Straße 8 Lage                                       | erste Hälfte des 18. Jahrhunderts                      | barocker Krüppelwalmdachbau, Fachwerk, verputzt, wohl aus der ersten Hälfte des 18. Jahrhunderts                                               | BW                             |
| Wohnhaus                             | Feil, Martin-Luther-Straße 12 Lage                                      | 18. Jahrhundert                                        | barockes Fachwerkhaus, verputzt, 18. Jahrhundert                                                                                               | BW                             |
| Schmiedewerkstatt                    | Feil, Martin-Luther-Straße, in Nr. 22 Lage                              |                                                        | Ausstattung der „Besucherschmiede Blätz“ | BW                             |
| Wohnhaus                             | Feil, Oberhauser Straße 2/4 Lage                                        | 18. Jahrhundert                                        | barockes Fachwerkhaus, 18. Jahrhundert | BW                             |
| Wohnhaus                             | Feil, Oberhauser Straße 10 Lage                                         | 1813                                                   | nachbarocker Krüppelwalmdachbau, Fachwerk, bezeichnet 1813                                                                                     | BW                             |
| Wohnhaus                             | Feil, Ringstraße 1 Lage                                                 | zweite Hälfte des 18. oder Anfang des 19. Jahrhunderts | spätbarocker Krüppelwalmdachbau, teilweise Fachwerk, zweite Hälfte des 18. oder Anfang des 19. Jahrhunderts                                    | BW                             |
| Protestantische Martin-Luther-Kirche | Feil, Ringstraße/Martin-Luther-Straße Lage                              | 1768                                                   | spätbarocker Bruchsteinbau, Walmdach, 1768, Westturm, bezeichnet 1895                                                                          | weitere Bilder Fotos hochladen |